# デイノー
デイノー（古希: Δεινω, Deinō, 「恐ろしい」の意）は、ギリシア神話に登場するグライアイの1人である。日本語では長母音記号を省略してデイノとも表記される。
アポロドーロスによるとポルキュースとケートーの娘で、エニューオーとペムプレードー（ペプレードー）と姉妹。デイノーンとも。ヘーシオドスの『神統記』ではグライアイはペムプレードーとエニューオーの2人のみで、デイノーの名前は挙げられていない。